# La Dame de chez Maxim
Pour les articles homonymes, voir La Dame de chez Maxim (homonymie).
La Dame de chez Maxim est une pièce de théâtre en trois actes de Georges Feydeau, représentée, pour la première fois, le 17 janvier 1899 au théâtre des Nouveautés.
La Dame de chez Maxim est la plus longue pièce de Feydeau. C'est aussi un de ses plus grands succès : après avoir obtenu les faveurs de la critique, la pièce est jouée plus de 500 fois. Son succès est tel que Feydeau lui donne une suite, en 1902, La Duchesse des Folies-Bergère.

## Argument
Le docteur Petypon n'est pas un fêtard, mais entraîné par son ami Mongicourt il a festoyé jusqu'au petit matin et dort encore à midi. Mongicourt le découvre dans sa chambre, endormi sous un canapé renversé. Surgit une jeune femme en chemise de jour, la Môme Crevette, danseuse au Moulin Rouge.
Le général Petypon, oncle à héritage, débarque à l'improviste, de retour d'Afrique. Ne se doutant pas des frasques de son neveu, il prend la Môme pour l'épouse de celui-ci. Petypon laisse son oncle dans l'erreur. Le général est là pour inviter son neveu au mariage de sa nièce Clémentine, dans son château en Touraine. Le docteur se voit contraint d'emmener la Môme avec lui.
Gabrielle, l'épouse du docteur, reçoit tardivement la lettre qui lui annonce le mariage. Elle part à son tour pour la Touraine. Mongicourt, apprenant le départ de Gabrielle, y part lui aussi.
Tous se retrouvent au château, où la Môme avec ses manières lestes sème le désordre. Les dames de province, prenant la Môme pour une Parisienne, se mettent, par snobisme, à l'imiter, reprenant son expression fétiche : « Et allez donc, c'est pas mon père ! ». Dans un coin, un militaire se demande où il a déjà vu cette dame.

## Mises en scène notables
La Dame de chez Maxim a été représentée en 1965 au théâtre du Palais-Royal à Paris, dans une mise en scène de Jacques Charon. En 1981, la pièce a été montée à la Comédie-Française, dans une mise en scène de Jean-Paul Roussillon et une réalisation pour la télévision de Pierre Badel. En 2008, une version spéciale de la pièce pour la télévision est mise en scène par Francis Perrin avec notamment Sophie Forte dans le rôle de la Môme Crevette. En 2010, elle a été mise en scène par Jean-François Sivadier au théâtre de l'Odéon, avec Nicolas Bouchaud, Norah Krief et Nadia Vonderheyden. En 2019, mise en scène par Zabou Breitman, la pièce est jouée au théâtre de la Porte-Saint-Martin à Paris.

## Création
La pièce est créée le 17 janvier 1899, au théâtre des Nouveautés, à Paris.

### Distribution
- Armande Cassive : la Môme Crevette
- Germain : le docteur Petypon
- Rosine Maurel : Mme Petypon
- Abel Tarride : le général Petypon
- Charles Colombey : Mongicourt
- Marcel Simon : Corignon
- Joseph Torin : le Duc
- Mangin : Marollier
- Paul Landrin : Étienne
- Lauret : Le balayeur
- Véret : l'abbé
- Royer : Chamerot
- Émile Mylo : Sauvarel
- Constant Draquin : Guérissac
- Guerchet : Varlin
- Miah : Émile
- Féret : le 3e officier
- Émile de Ségus : Vidauban
- Prosper : Tournoy
- De Miramont : Mme Vidauban
- Jeanne Marsan : Mme Sauvarel
- Suzanne Dalvig : Clémentine
- Anna Chandora : duchesse de Valmonté
- Louise Lamart : Mme Ponant
- Marguerite Templey : Mme Claux
- Jane Mylda : Mme Virette
- Léo Burkel : Mme Hautignol
- Lucy Fleury : la baronne
- Daguin : Mme Tournoy

## Adaptations
- La Dame de chez Maxim's (film, 1912), film réalisé par Émile Chautard[2]
- La Dame de chez Maxim's (film, 1923), film italien réalisé par Amleto Palermi
- La Dame de chez Maxim's (film, 1933), film réalisé par Alexander Korda[3]
- La Dame de chez Maxim (film, 1950), film réalisé par Marcel Aboulker
- La Dame de chez Maxim (téléfilm), téléfilm réalisé par Jean-Luc Orabona en 2003